# Pierre Puyenbroeck
Pierre Puyenbroeck (né à Louvain le 1er mars 1804 et mort à Schaerbeek le 17 mars 1884), est un sculpteur belge. Son œuvre est encore présente dans l'espace public bruxellois. 

## Biographie

### Famille
Pierre Puyenbroeck, né à Louvain le 1er mars 1804, est le fils de François Puyenbroeck (1768-1809), batelier, et de Marie Bredael (1778), cabaretière. Son père le destine au métier de batelier. 
Il se marie à deux reprises : avec Constance Mees (morte en 1835), dont il a un fils Edmond (né en 1829), comptable, puis, en 1840 avec Anne Marie Van Assche (morte en 1877),.

### Formation
Veuve, en 1809, la mère de Pierre Puyenbroeck accepte que son fils développe ses capacités artistiques et suive des cours à l'Académie de dessin, où il obtient un premier prix en 1819. Les années suivantes, soutenu financièrement par sa mère, il poursuit ses études en sculpture à l'Académie royale de peinture, de sculpture et d'architecture de Bruxelles. Domicilié Quai aux Chaux à Bruxelles, il expose un buste en plâtre au Salon de Bruxelles de 1824 et obtient, un an plus tard, la médaille d'honneur en sculpture de l'Académie le 10 octobre 1825. Simultanément à ses études, il doit également entreprendre un petit commerce afin de subsister matériellement à une époque où les arts sont peu subventionnés par l'État en Belgique. Après la Révolution de 1830, il ouvre de nouveau son atelier.
Pierre Puyenbroeck étudie sous le professorat de Gilles-Lambert Godecharle. Il participe au Salon de Bruxelles de 1830, en exposant sa statue L'Été.

### Carrière

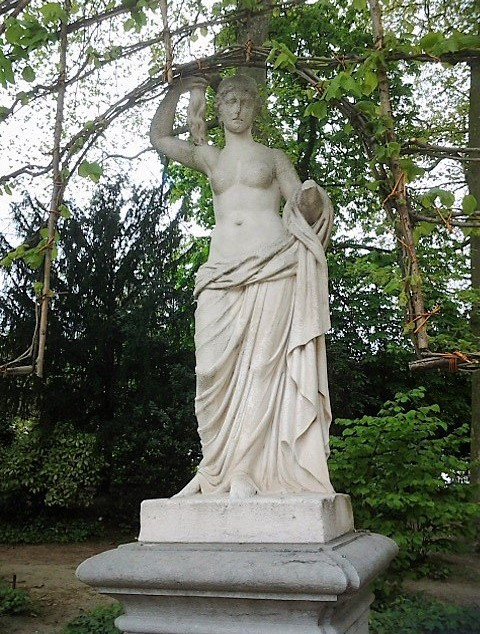
Toilette de Vénus, parc de Bruxelles, (1832).

Dès 1832, année ou il obtient un accessit au concours du Salon de Gand, la ville de Bruxelles fait appel à Pierre Puyenbroeck afin de le charger de la restauration des ouvrages de sculpture du parc royal détériorés par les combats de la Révolution de 1830. Il réalise à cet effet deux statues hautes de six pieds de France intitulées Toilette de Vénus et Le Printemps qui sont livrées au début de l'année suivante. Il participe également au Salon de Bruxelles de 1839 et présente un buste intitulé Modestie, acquis par le ministre d'État Jacques Coghen. En 1833, lorsque Guillaume Geefs d'établit à Bruxelles, il s'adjoint le concours de Pierre Puyenbroeck pour diriger son atelier lorsque de nombreux travaux l'accaparent.
En 1838, aux côtés de Mathieu-Ignace Van Brée, Jean-Baptiste Madou, Jean Désiré de Fiennes et d'autres artistes, il fonde l'Institut de la réunion des Beaux-Arts destiné à enseigner les arts, les langues et connaissances requises pour suivre une formation d'artiste. En 1840, Pierre Puyenbroeck s'établit dans un vaste atelier à Schaerbeek, et où sa réputation s'accroît car il excelle dans la finesse de la reproduction des détails de ses œuvres.
Progressivement, à partir de 1840 sa carrière évolue et se spécialise également dans la représentation de sujets religieux, où il se fait un nom grâce à son habileté grandissante à manier le marbre. Au Salon de Bruxelles de 1842, il expose un Moïse et une Sainte Famille. En 1844, il emménage dans un atelier plus vaste au faubourg de Schaerbeek. Puis, en 1842, il expose un marbre Papillon et Amour au Salon de Bruxelles. En 1849, les autorités de la ville de Louvain organisent un concours afin de créer dix-huit statues destinées aux niches du rez-de-chaussée de la façade principale de l'hôtel de ville de Louvain. Les projets de cinq candidats, parmi lesquels Pierre Puyenbroeck, sont retenus. Ce dernier réalise donc, de 1852 à 1854, six représentations statuaires de Petrus Divaeus, Juste Lipse, Mathieu de Layens, Jean de Westphalie, le bourgmestre Jean Van de Ven et Zeger Bernard van Espen.
En 1852, dans le cadre de la restauration des Halles aux draps d'Ypres, le conseil communal de la ville charge Pierre Puyenbroeck de créer plusieurs statues : Le Lion héraldique, Notre-Dame de la Halle, de même que douze statues représentant les ducs et duchesses de Bourgogne. Ces ouvrages sont livrés à partir de 1854 et inaugurés le 4 août de la même année. En 1861, les statues en pierre blanche de Saint Augustin et de Saint Jean Népomucène, dues au ciseau de Puyenbroeck, sont érigées sur les extrémités de l'attique à balustrade de la cathédrale Saint-Jacques-sur-Coudenberg à Bruxelles,. En 1862, son marbre Cupidon chassant aux roses est présenté à Exposition universelle de Londres.
En 1869, il réalise le chemin de croix en marbre blanc, qui demeure son œuvre majeure de la cathédrale Saints-Michel-et-Gudule de Bruxelles, dont, en 1844, il avait déjà orné les niches du portail de douze statuettes, notamment celles des Trois rois mages.
Pierre Puyenbroeck meurt, à l'âge de 80 ans, le 17 mars 1884, en son domicile chaussée de Haecht à Schaerbeek.

## Œuvres

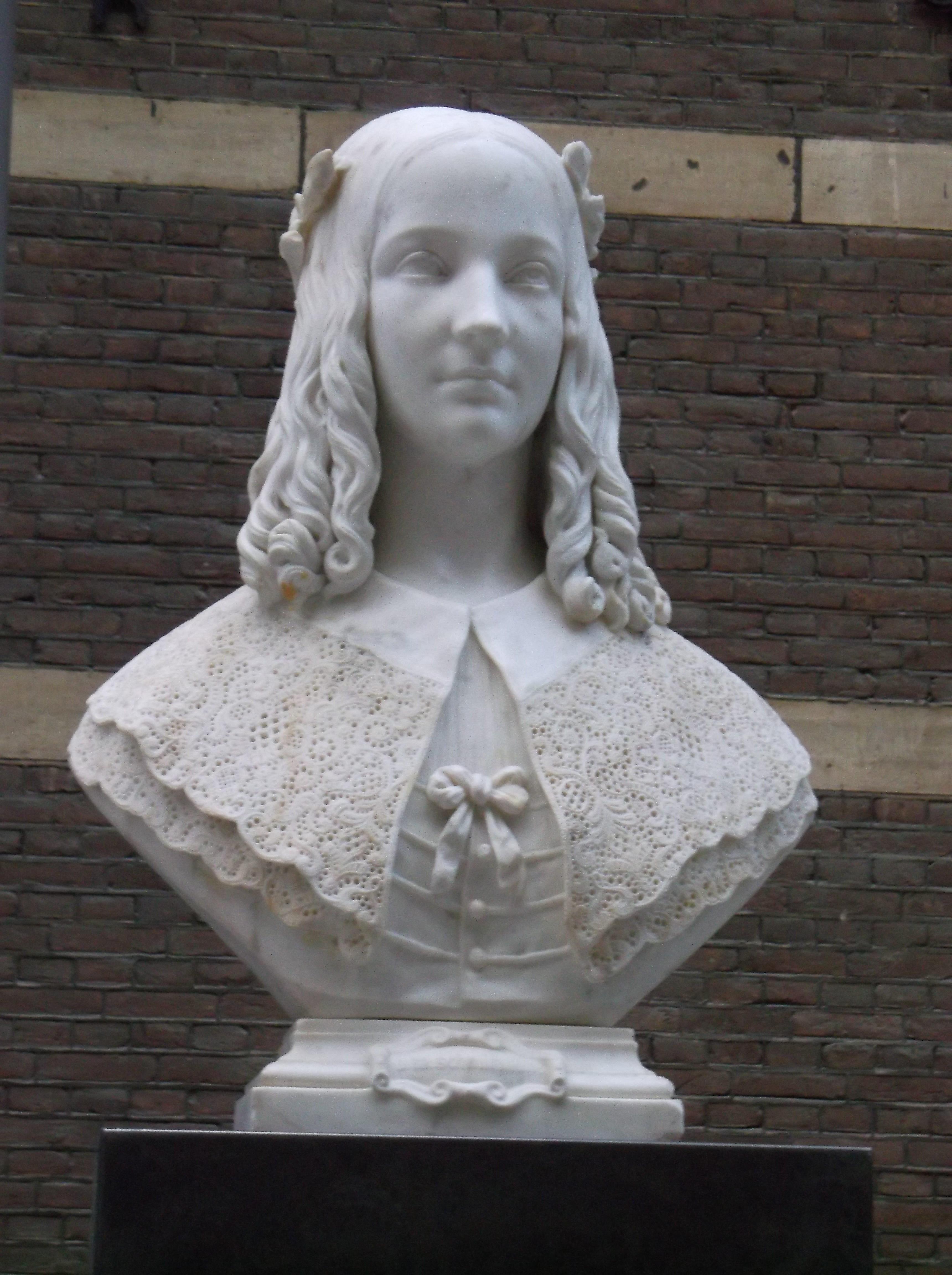
Buste d'Anna Maria van Schuurman, 1841.

### Dans l'espace public et aux expositions
- Toilette de Vénus, 1832, parc de Bruxelles[18] ;
- Le Printemps, 1832, parc de Bruxelles[8]
- Cérès, 1834, Salon d'Anvers[1] ;
- Lore, 1834, Salon d'Anvers[1] ;
- Anne de Boulen, 1839, Salon de Bruxelles[9] ;
- Chrétiens au cirque, 1839, Salon de Bruxelles[9] ;
- Amour, 1839, Salon de Bruxelles[9] ;
- La Modestie, 1839, Salon de Bruxelles[9] ;
- Ambiorix, en Hermès, 1842, parc de Bruxelles[18] ;
- Vercingétorix, en Hermès, 1842, parc de Bruxelles[18] ;
- Statue d'Emma Soyer, 1844, cimetière Kensal Green à Kensington[13] ;
- Six statues ornant des niches de la façade du rez-de-chaussée de l'hôtel de ville de Louvain, 1852 à 1854[14] ;
- Trois statues destinées aux Halles aux draps d'Ypres, exposées au Salon de Bruxelles de 1854 : Philippe le Bon et Élisabeth de Portugal, Maximilien d'Autriche et Marguerite de Bourgogne et La Vierge[19] ;
- Le Bonne et la mauvaise mère, groupe en plâtre, Salon de Bruxelles de 1857[20] ;
- Buste d'Alexandre Gendebien, plâtre, Salon de Bruxelles de 1860[21].
- Cupidon chassant aux roses, Exposition universelle de 1862, et Salon de Bruxelles de 1863 Londres[17],[22].

### Œuvres religieuses
- Mausolée du chevalier Van Maelen, 1840, église Saint-Jean-Baptiste de Molenbeek-Saint-Jean[23] ;
- Saint Gommaire, 1841, église du camp de Beverloo[11].
- Quatre statues : Saint Jean de la Croix, Sainte Philomène, Sainte Anne et Sainte Thérèse (1842), couvent des carmélites de Tournai[24] ;
- Maître autel en marbre blanc, 1846, destiné à l'église du camp de Beverloo[12] ;
- Boiseries et confessionnal de l'église Sainte-Ermelinde de Meldert (1848)[1] ;
- Banc de communion et autel de l'église Sainte-Catherine de Suerbempde (1848)[1] ;
- Stalles, autel et banc de communion de la cathédrale Saint-Rombaut de Malines (1867) ;
- Chemin de croix en marbre blanc et douze statues sur le portail, dont celles des Rois Mages de la cathédrale Saints-Michel-et-Gudule de Bruxelles (1869)[1].

### Bustes
- Gilles-Lambert Godecharle (1837)[7] ;
- Nicolas Rouppe (1838), à l'hôtel de ville de Bruxelles[25] ;
- Anna Maria van Schuurman (1841), au Statenpassage, à La Haye ;
- Joseph Paelinck (1844), au Musée royal de peinture et de sculpture[26] ;
- Guillaume Jacques Joseph Bosschaert (1845), commandé par les Musées royaux des Beaux-Arts de Belgique[1] ;
- Mater dolorosa, marbre au Salon de Bruxelles de 1863[22].

## Honneur
- Chevalier de l'ordre de Léopold 15 septembre 1860[27].